# Леонард Даґелінкс
Леонард Даґелінкс (10 квітня 1900 — 2 березня 1987) — бельгійський велогонщик.
Бронзовий призер Олімпійських Ігор 1924 року в командній гонці переслідування.